# Cupedidae
Los cupédidos (Cupedidae) son una pequeña familia del suborden Archostemata, conocidos por sus patrones cuadrados parecidos a ventanas en sus élitros, les da a esta familia el nombre de escarabajos reticulados.
La familia contiene 30 especies distribuidas en nueve géneros, con una distribución mundial. Se conocen muchas especies extintas, datadas del Triásico.
Estos coleópteros tienen el cuerpo alargado y de lados paralelos, de 5 a 25 mm, con colores castaños, negruzcos, o grises. Las larvas se alimentan de madera, típicamente viven en madera con hongos, y a veces se los halla en madera de construcción.
Los machos de Priacma serrata (oeste de Norteamérica) son notables por ser atraídos por la lejía.

## Cupedidae en el mundo
Los cupépidos se encuentra ampliamente distribuidos en el tiempo y el espacio. Se han encontrado fósiles del Mesozoico en Mongolia y España.
En Chile se registra únicamente una especie, Prolyxoscupes latreillei (Sol.)
- Datos: Q133150
- Multimedia: Cupedidae / Q133150
- Especies: Cupedidae